# Aïn Sefra
Aïn Sefra (عين الصفراء, letterlijk gele bron) is een gemeente in de provincie Naama, Algerije. Het is de districtszetel van het gelijknamige district en heeft een bevolking van 34.962 inwoners. Het is de tweede dichtstbevolkte gemeente in de provincie na Mecheria.